# IMCA
El Instituto Mexicano de la Construcción en Acero, A. C. (IMCA) es una sociedad civil no lucrativa de carácter técnico, agrupando a compañías y personas dedicadas a la enseñanza, diseño, fabricación, montaje y supervisión de estructuras de acero. El IMCA tiene como principal objetivo el de fomentar y promover el conocimiento respecto a las técnicas y la investigación de vanguardia de las estructuras de acero, con miras a crear cuerpos técnicos capaces en la materia en México.

## Historia
La primera asociación de fabricantes de estructuras de metálicas, FEMAC,  se organizó en los años sesenta, con la finalidad de atender asuntos de común interés para este sector industrial. Entre 1980 y 1982, los Fabricantes de Estructuras Metálicas (FEMAC) se reúnen con directivos de la Cámara Nacional de la Industria del Hierro y del Acero (CANACERO) para discutir las razones del bajo uso de la estructura de acero en México comparado con otros países de similar desarrollo. Entre las razones expuestas, estaba la carencia de un manual actualizado y de un Instituto que fomentara acciones enfocadas a promover el uso del acero.
En 1983 la organización FEMAC termina operaciones, y se funda el Instituto Mexicano de la Construcción en Acero (IMCA). El IMCA inició labores con la participación de 30 fabricantes y alrededor de 20 diseñadores, en 1992 se creó un grupo de orientación y asesoría para profesores y estudiantes, en 1993 se convocó a la primera reunión de profesores, de donde iniciaron los “Encuentros Nacionales de Profesores” que reúnen a alumnos y profesores en mesas de discusión.

## Eventos
A la fecha, el IMCA ha organizado varios cursos de educación continua y 14 Simposios en los siguientes sitios:
(1)    Obregón, Son.
(2)    Morelia, Mich.
(3)    Oaxaca, Oax.
(4)    Guadalajara, Jal.
(5)    Guanajuato, Gto.
(6)    Puebla, Pué.
(7)    Veracruz, Ver.
(8)    León, Gto.
(9)    San Luis Potosí, S.L.P.
(10)    Querétaro, Qro.
(11)    Pachuca, Hgo.
(12)    Guadalajara, Jal.
(13)    México, D.F. (14).

## Impacto en la Industria
Como ente, el IMCA ha tenido un papel de colegio nacional, lo que permite usar el manual como una norma nacional y acreditarlo para el uso en asuntos judiciales, así como que su uso se ha extendido a otras zonas de Latinoamérica desde su edición de 1987.

## Tipos de Socios
En el año de 2016 el IMCA renovó sus estatutos. Actualmente cuenta con tres tipos de socios:
Socio Activo A:
Aquellas personas físicas o morales dedicadas a la fabricación de estructuras de acero en México. Las cuotas se establecen por categorías correspondientes al tamaño de la empresa, medida que se toma por la cantidad de toneladas fabricadas por año. El socio es el responsable de determinar la categoría a la que pertenece su empresa. La cuota anual de los Socios Activos A es:
| Socio Activo A | Cuota anual                                                   | Nomenclatura del Socio |
| -------------- | ------------------------------------------------------------- | ---------------------- |
| $40,000.00 MXN | Fabricantes que producen más de 20 mil toneladas por año.     | AA                     |
| $32,000.00 MXN | Fabricantes que producen entre 10 y 20 mil toneladas por año. | AB                     |
| $26,000.00 MXN | Fabricantes que producen de 8 a 10 mil toneladas por año.     | AC                     |
| $20,000.00 MXN | Fabricantes que producen de 6 a 8 mil toneladas por año.      | AD                     |
| $15,000.00 MXN | Fabricantes que producen de 4 a 6 mil toneladas por año.      | AE                     |
| $10,000.00 MXN | Fabricantes que producen menos de 4 mil toneladas por año.    | AF                     |

Socio Activo B:
Aquellas personas físicas o morales dedicadas a la fabricación de estructuras de acero en el extranjero, o bien, productores de acero, distribuidores de acero, y centros de servicio. La cuota anual de los Socios Activos B es:
| Socio Activo B              | Cuota anual                | Nomenclatura del Socio |
| --------------------------- | -------------------------- | ---------------------- |
| Fabricante en el extranjero | Igual que Socios Activos A | BE                     |
| Productor de acero          | $ 160,000.00 MXN           | BP                     |
| Distribuidor de acero       | $ 80,000.00 MXN            | BD                     |
| Centro de servicio          | $ 80,000.00 MXN            | BC                     |

Socio Cooperador:
Aquellos profesionistas independientes o personas físicas dedicadas a la enseñanza, diseño, supervisión, control de calidad y otras actividades relacionadas con las estructuras de acero. La cuota para Socio Cooperador se establece por su ocupación. La cuota anual de los Socios Cooperadores es:
| Socio Cooperador                   | Cuota anual    | Nomenclatura del Socio |
| ---------------------------------- | -------------- | ---------------------- |
| Dedicado al desarrollo de software | $ 4,000.00 MXN | CP                     |
| Dedicado al diseño                 | $ 8,000.00 MXN | CD                     |
| Dedicado a la supervisión          | $ 8,000.00 MXN | CS                     |
| Dedicado al control de calidad     | $ 8,000.00 MXN | CC                     |
| Dedicado a la enseñanza            | $ 1,100.00 MXN | CE                     |
| Estudiantes                        | $ 550.00 MXN   | EE                     |

## Miembros actuales
Socios Activo A
GRUPO BAYSA, S.A. DE C.V. http://grupobaysa.com.mx
Ing. Fernando González Roser
MANUFACTURAS METÁLICAS AJAX, S.A. DE C.V. http://www.ajax-mex.com
Ing. Jorge Martín Rodríguez
MOLDEQUIPO INTERNACIONAL, S.A. DE C.V. http://www.moldequipo.com
Ing. Roberto González Izquierdo
FABRESTRUCTURAS, S.A. DE C.V. http://www.ffesa.com
Sra. María Cristina Frías
ESTRUCTURAS METÁLICAS DE PUEBLA, S.A. DE C.V. (EMPSA). http://solana.mx
Ing. Pablo Solana
TRANSFORMADORA INDUSTRIAL METÁLICA, S.A. DE C.V. http://www.timsamex.com
Ing. Eugenio Santín. 
GRUPO AMERISTEEL, S.A. DE C.V. http://www.grupoameristeel.com
M. en C. Juan Pedro M. Navarro Cota
SERVI ESTRUCTURAS ALFA, S.A. DE C.V. https://www.facebook.com/pages/Servi-Estructuras-Alfa-SA-de-CV
Ing. Carlos Ferreiro Toscano
ESTRUCTURAS DE ACERO DE SAN JUAN, S.A. DE C. V. 
Ing. Guillermo Tena Alavez
QUADRACIER ESTRUCTURAL, S.A. DE C.V.
Ing. Gabriel Cuadra Castillo
NONACSA, Sistemas de Acero, http://www.nonacsa.com/
Ing. Gerardo Razo Santiago
Socios Activo B:
GERDAU CORSA.  http://www.gerdaucorsa.com.mx
SERVIACERO. https://www.serviacero.com/
ACEROMEX. https://www.serviacero.com/
FERRECABSA. https://ferrecabsa.com
VILLACERO. https://www.villacero.com

Socios Cooperador:
Ing. Enrique Martínez Villalba. EMRSA
Ing. Carlos Ruiz Acevedo. Ingeniería Consultoría Estructural
Ing. Alejandro Soto Sobenis. SP 2000 S.A de C.V.
Arq. Daniel Sierra Rodríguez. Universidad La Salle (ULSA)
Dr. Tiziano Perea Olvera. Universidad Autónoma Metropolitana, Unidad Azcapotzalco (UAM-A)
Dr. Edgar Tapia Hernández. Universidad Autónoma Metropolitana, Unidad Azcapotzalco (UAM-A)
Ing. Jorge Alejandro Sánchez Villegas. Diseño e Ingeniería Metálica en Acero Integral (DIMAI)
Ing.-Arq. Carlos Ceja Tejeda. C&CO
Ing. Octavio Álvarez Valadez. Consultoría.

## Autoridades
- Presidente: Ing. Pablo Solana
- Gerente: María Cristina Frías Ruiz
- Director: Ing. Octavio Álvarez Valadez
- Secretario: Ing. Carlos Ruiz Acevedo
- Tesorero: Ing. Carlos Ferreiro Toscano
- Coordinadora de eventos: Mónica Frías Ruiz
- Coordinador de Vigilancia: Ing. Roberto Nielsen Anaya
- Coordinador de Publicaciones: Dr. Tiziano Perea Olvera
- Coordinador de Innovación: Ing. Carlos Cincúnegui Vergara
- Coordinador de Capacitación: